# 福井久蔵
福井 久蔵（ふくい きゅうぞう、1867年12月13日（慶応3年11月18日） - 1951年（昭和26年）10月23日）は、日本の国語学者・国文学者。号は白陽子、楽山、小松園など。

## 来歴
但馬国二方郡熊谷村（後に兵庫県温泉村、現在の新温泉町熊谷）に生まれる。1890年、兵庫尋常師範学校を卒業し、神戸小学校教諭となる。1893年、上京して上田萬年の指導を受ける。1895年、中等学校国語科教員検定試験に合格し、山口中学校教諭となる。1898年、東京府立第一中学校教諭へ転任。1905年、学習院教授。1912年12月18日、勲六等瑞宝章。1925年、駒澤大学教授。1936年「連歌の史的研究」で京都帝国大学より文学博士号を授与される。1944年、東洋大学教授。1950年、昭和女子大学教授。

## 著書
- 『新日本文典教授参考書』大日本図書 1905
- 『教育並に学術上より見たる日本文法史』大日本図書 1907
- 『大正新文典附録』大日本図書 1912
- 『日本新詩史』立川書店 1924
- 『大日本歌学史』不二書房 1926
- 『大日本歌書綜覧』不二書房 1926-1928
- 『枕詞の研究と釈義』不二書房 1927
- 『近世和歌史』成美堂書店 1930
- 『連歌乃史的研究』成美堂書店 1930
  - 『連歌の史的研究』有精堂出版 1969
- 『和歌連歌叢考』成美堂書店 1930
- 『新修高等国文典』育英書院 1933
- 『校本菟玖波集新釈』早稲田大学出版部 1936
- 『諸大名の学術と文芸の研究』厚生閣 1937
- 『水無瀬三吟評釈 附・湯山三吟評釈』瑞穂書院 1938
- 『歴代歌人研究 第5巻 藤原俊成』厚生閣 1938
- 『国文学と仏教』三省堂 1939 青年仏教叢書
- 『やまとこゝろ』同文書院 1940
- 『連歌の道』大東出版社 1941 大東名著選
- 『歌の道』青梧堂 1942
- 『国語学史』厚生閣 1942
- 『一条兼良』厚生閣 1943
- 『二条良基』日本文学者評伝全書 青梧堂 1943
- 『和歌連歌俳諧の研究』山一書房 1943
- 『幕末の歌人』研究社 1945
- 『犬筑波集 研究と諸本』筑摩書房 1948
- 『連歌文学の研究』喜久屋書店 1948
- 『福井久蔵著作選集』全7巻 国書刊行会、1981

犬筑波集 研究と諸本
校本菟玖波集新釈
国語学史
大日本歌学史
日本文法史 増訂
連歌の道
和歌連歌俳諧の研究
- 『福井久蔵和歌連歌著作選』全6巻 廣木一人編 クレス出版、2011

1-3 (大日本歌書綜覧)
4-5 (連歌の史的研究)
6 (連歌文学の研究)

### 共著
- 『兵庫県管内地誌』新訂 小寺勝敏共編 吉岡支店 1892
- 『続・新日本文典』上田万年合著 大日本図書 1906

### 編纂・校注
- 松前徳広『蝦夷嶋奇観補註』校訂 厚生閣 秘籍大名文庫 1937
- 『秘籍大名文庫』全9巻 編 厚生閣 1937-1938
- 『国語学大系』全20巻 編 厚生閣 1938 のち白帝社
- 『戸沢正令侯と其著作』編 厚生閣 1938
- 二条良基、救済編『校本菟玖波集新釈』早稲田大学出版部 1936-1942
- 高山正之著 矢島行康撰『高山朽葉集 高山彦九郎歌集』編 山一書房 1944
- 二条良基撰『日本古典全書 菟玖波集』校註 朝日新聞社 1948-1951
- 『校註日本文芸新篇 連歌選』編 武蔵野書院 1950

## 参考
- 福井久蔵（読み）ふくいきゅうぞう、デジタル版日本人名大辞典 2022年9月閲覧